# Strzelectwo na Letnich Igrzyskach Olimpijskich 1960
Strzelectwo na Letnich Igrzyskach Olimpijskich 1960 w Rzymie rozgrywane było w dniach 3–10 września. W zawodach wzięło udział 313 strzelców, wyłącznie mężczyzn, z 59 krajów.

## Medaliści
| Konkurencja                                           | Złoto             | Wynik | Srebro                | Wynik | Brąz                | Wynik |
| Karabin dowolny, trzy postawy, 300 m (szczegóły)      | Hubert Hammerer   | 1129  | Hans Rudolf Spillmann | 1127  | Wasilij Borisow     | 1127  |
| Karabin małokalibrowy, trzy postawy, 50 m (szczegóły) | Wiktor Szamburkin | 1149  | Marat Nijazow         | 1145  | Klaus Zähringer     | 1139  |
| Karabin małokalibrowy leżąc, 50 m (szczegóły)         | Peter Kohnke      | 590   | James Enoch Hill      | 589   | Enrico Forcella     | 587   |
| Pistolet dowolny, 50 m (szczegóły)                    | Aleksiej Guszczin | 560   | Machmud Umarow        | 552   | Yoshihisa Yoshikawa | 552   |
| Pistolet szybkostrzelny, 25 m (szczegóły)             | William McMillan  | 587   | Pentti Linnosvuo      | 587   | Aleksandr Zabielin  | 587   |
| Trap (szczegóły)                                      | Ion Dumitrescu    | 192   | Galliano Rossini      | 191   | Siergiej Kalinin    | 190   |

## Klasyfikacja medalowa
| Lp. | Państwo           |   |   |   | Razem |
| --- | ----------------- | - | - | - | ----- |
| 1.  | ZSRR              | 2 | 2 | 3 | 7     |
| 2.  | Stany Zjednoczone | 1 | 1 | 0 | 2     |
| 3.  | Niemcy            | 1 | 0 | 1 | 2     |
| 4.  | Austria           | 1 | 0 | 0 | 1     |
| 4.  | Rumunia           | 1 | 0 | 0 | 1     |
| 6.  | Finlandia         | 0 | 1 | 0 | 1     |
| 6.  | Szwajcaria        | 0 | 1 | 0 | 1     |
| 6.  | Włochy            | 0 | 1 | 0 | 1     |
| 9.  | Japonia           | 0 | 0 | 1 | 1     |
| 9.  | Wenezuela         | 0 | 0 | 1 | 1     |